# بني منصور (المغرب)
بني منصور هي قرية جبلية مغربية شمال المملكة. تنتمي بني منصور لإقليم شفشاون. تضم هذه الجماعة القروية 18.542 نسمة والمركز يضم 5.043 نسمة فقط (إحصاء 2004).
ومن بعض مداشرها:مدير جاطلحاتن - ازيارن -تالوان-انسوان-دار ماجو-اوناين-بني بشار-أعطاراب
بني منصور
من قبائل غمارة الوسطى تبعد عن ساحل البحر بنحو 15كلم. وأكثر أراضيها جبال صخرية تمتد عن مسافة ثمانية أميال (كما يذكر الوزاني في وصف إيفريقيا)
وأهم ماتمتاز به هذه القبيلة مؤسستان إحداهما زاوية تجكان التي أنجبت دعاة مصلحين. وعلماء عاملين، حاربو الجهل والظلال مدى القرون. والأخرى لمعالجة الأمراض البدنية، وهي زاوية ال أحمدون. تأسست فيما تذكر بعض الروايات الشفوية أواخر القرن العاشر الهجري (16م)بإذن من الشيخ علال الحاج الأغصاوي. ومن أشهر أطباء هذه المؤسسة الفقيه محمد أحمدون. وهو الذي نقل مقرها من مدشر أتليغا إلى دوار تارزات، فلمع إسمه هناك وإشتهر بين قبائل غمارة كلها وخلفه ولده الحسن، فحفيده المفضل ثم برز الحاج الصديق نجل المفضل. فغطت شهرته على كل الذين سبقوه، وكان لهذه المؤسسة الخيرية دور فعال في مداواة الجرحى أيام الحرب الريفية. وتوجد هناك مدرسة لتعليم العتيق التي لا زالت تحارب الجهل والظلال وتخرج منها عدد مهم من الفقهاء والمدرسين.
ومن بعض المداشرها وهي انسوان-بني أكتة -فرانعمان-وتليغة-تغزوت نوار -تارزات-سعوديين-أنماط-بوخالد-...ويتكلمون باللهجة العربية الدارجة ولازالت بعض منهم يحافظون على اللغة الأمازيغية. كما أنهم حافظو على الثقافة الأمازغية (كالباس والاحتفالات <الحاكوز>وغيرها من ألاعراف وتقاليد )
ويقول ع.بنعبد الله في الموسوعة (ص.31) أن قبيلة بني منصور كانت تسمى قديما ب«أسفان»دون أن يذكر المصدر الذي إعتمد عليه